# چربی‌کشی
لیپوماتیک، چربی‌کِشی یا لیپوساکشن (Liposuction) که چربی‌تراشی (liposculpture) و چربی‌پیرایی (lipoplasty) هم نامیده شده یکی از انواع جراحی‌های زیبایی است.
در این روش جراحی، به‌وسیله یک دستگاه مکنده و یک لوله توخالی، بافت چربی را از موضع‌های گوناگون بدن (مانند شکم) بیرون می‌کشند. لیپوساکشن در واقع کشیدن چربی‌های نامطلوب توسط دستگاه مکنده از طریق سوراخ‌های کوچک و بدون برش جراحی است. در این روش چربی از محل‌های ناخواسته مثل شکم، ران، باسن، بغل پا، زانو، بازو، چانه، گونه و گردن برداشته می‌شود.

## آمادگی قبل از لیپوساکشن
پزشک در اولین ویزیت با پرسیدن سؤالاتی شرایط جسمی و روحی فرد و دلایل او برای اقدام به عمل را بررسی می‌کند. این پرسش‌ها شامل:
اهداف شما از انجام عمل لیپوساکشن چیست؟
آیا شرایط پزشکی خاص، آلرژی یا بیماری زمینه‌ای دارید؟
داروهای مصرفی فعلی، ویتامین‌ها، مکمل‌های گیاهی شما چیست؟
آیا سابقه‌ی مصرف الکل، دخانیات و مواد مخدر دارید؟
آیا سابقه‌ی جراحی دارید؟

## طریقه لیپوساکشن
لیپوساکشن اگرچه صرفاً همان چربی کشی است و به طریقی چربی‌ها را با مکش خارج می‌کنند اما نحوهٔ اجرای آن تفاوت‌های بسیاری دارد. نکتهٔ مهم در نحوهٔ انتخاب هر کدام از این روش‌ها اول این است که هرجراحی معمولاً به روشی که خود در آن متبحر است اقدام به این کار می‌نماید و دوم اینکه اگر بیمار بخواهد چربی تخلیه شده توسط لیپوساکشن برای قسمتی از بدنش به عنوان پرکننده تزریق شود مانند لب یا گونه آنوقت از هر روشی برای ساکشن کردن نمی‌تواند استفاده کند. چراکه مثلاً در روش لیزری ذوب چربی‌ها مانع از آن می‌شود که دوباره بتوان از آن استفاده کرد. از متداول‌ترین انواع لیپوساکشن می‌توان ۳ روش زیر را نام برد:
1. لیپوساکشن تزریق مایع یا (Tumescent)
2. لیپوساکشن با لیزر
3. لیپوساکشن فراصوت

لیپوساکشن تزریق مایع
در این نحوه از لیپوساکشن، جراح با تزریق مایعی که حاوی آب و نمک و لیدوکائین و اپی نفرین به قسمت تجمع چربی است، باعث می‌شود هم مویرگ‌ها و بافت عضلانی منقبض بشود و آسیب کمتری ببینند و خونریزی به حداقل برسد و هم در عین حال اثر ضد درد آن تا حداقل ۱۲ ساعت پس از جراحی باقی بماند. جراح پس از نهزریق این مایع و متورم شدن آن عمل ساکشن را با کانولا شروع می‌کند.
لیپوساکشن با لیزر
در این روش ابتدا با لیزر چربی‌های محل لیپوساکشن را ذوب می‌کنند، سپس اقدام به کشیدن چربی‌ها با یک نازل بسیار ظریف تر می‌کند. ذوب شدن چربی‌ها باعث می‌شود هم بتوانند از نازل کوچک‌تری استفاده بکنند و هم در عین حال مایع بودن چربی‌ها باعث می‌شود دست جراح که نازل را تکان می‌دهد تفاوت چربی را با بافت عضلانی بهتر متوجه بشودو به بافت عضلانی کوچکترین صدمه ای وارد نشود.
لیپوساکشن فراصوت
در این روش با دستگاهی که چربی‌ها را در معرض امواج فراصوت قرار می‌دهد، چربی‌ها را ابتدا جدا کرده و سپس خارج می‌کنند.

## عوارض
- مرگ و میر[۱]
- سلولیت شدید عفونی[۱]
- خونریزی[۱]
- عفونت: هرگاه که پوست بدن بریده یا سوراخ می‌شود باکتری می‌تواند به بدن نفوذ کند و عفونت بوجودآورد. سوراخ‌های زیاد زخم برای وارد کردن دستگاه در حین چربی کشی به وجود می‌آیند.
- آسیب‌های پوستی
- نکروز پوست
- سوراخ شدگی اندام‌های داخلی
- ایجاد نقوش برجسته در روی پوست
- ترومبو آمبولیسم
- سوختگی به وسیلهٔ دستگاه لیپوساکشن
- سمی بودن لیدوکائین
- بهم‌خوردن تعادل مایعات بدن[۲]
- شل شدن پوست که بعد از چند هفته کم‌کم بهبود می‌یابد
- در بعضی افراد ناهمواری‌های پوستی ایجاد خواهد شد

### عوارض جانبی دیگر
- کبود شدن
- ورم کردن
- اثر زخم
- درد
- بی‌حسی
- تحرک نداشتن[۲]